# Papy rock
 (avril 2017).
Si vous disposez d'ouvrages ou d'articles de référence ou si vous connaissez des sites web de qualité traitant du thème abordé ici, merci de compléter l'article en donnant les références utiles à sa vérifiabilité et en les liant à la section « Notes et références ».
Albums de Jean-Roger Caussimon
Au théâtre de la Ville
(1978) La Double Vie
(1994)
Papy rock est le dernier album studio de Jean-Roger Caussimon. Paru à l'origine sous forme d'un 33 tours non titré, il est identifié par le titre de la chanson qui ouvre l'album. La Bougeotte est un duo avec Paul Préboist et Le Voilier de Jacques parle de Jacques Brel.

## Titres
Les paroles de toutes les chansons sont de Jean-Roger Caussimon.
| 1. | Papy rock          | Roger Pouly                           | 2 min 39 s |
| 2. | Le Vaurien         | Roger Pouly                           | 5 min 03 s |
| 3. | Les Copains de mai | Éric Robrecht                         | 2 min 51 s |
| 4. | La Bougeotte       | Jean-Roger Caussimon et Éric Robrecht | 1 min 44 s |
| 5. | La Mer et l’Océan  | Roger Pouly                           | 3 min 30 s |
| 6. | Le Cyclope         | Jean-Roger Caussimon                  | 2 min 48 s |

| 7.  | La Fête à Montmartre  | Roger Pouly          | 2 min 16 s |
| 8.  | Le Voilier de Jacques | Francis Livon        | 3 min 58 s |
| 9.  | La Manche             | Roger Pouly          | 2 min 43 s |
| 10. | Les Petits Moyens     | Éric Robrecht        | 3 min 43 s |
| 11. | Ce qui pouvait être   | Francis Livon        | 3 min 21 s |
| 12. | Zophrène              | Jean-Roger Caussimon | 3 min 24 s |

## Musiciens
- Roger Pouly : piano
- Jean-claude Deblais : guitares
- Frédéric et Gérard Niobey : guitares
- Fernand Garbasi, Jacky Tricoire : guitares (pistes 3, 5, 9)
- Maurice Bouchon : batterie
- Jean-François Leroux : batterie (pistes 3, 5, 9)
- Alain Huteau : percussions
- André Bernard : tuba
- François Guin : trombone
- Francis Lussiez : trombone (pistes 3, 5, 9)
- Gilbert Dias, Denis Fournier : cuivres
- Claude Maisonneuve : hautbois (pistes 3, 5)
- Jean Cohen Solal : flûtes
- Gilbert Roussel : accordéon
- Joss Baselli : accordéon (pistes 3, 5, 9)
- Georges Balbon, Roger Berthier, Pierre Louis, Roland Styzak, Jacques Wiederker : cordes
- Roger Berthier, Michel Cron, Pierre Couzinier, France Dubois, Jean Gaunet, Didier Saint Auclaire, Pierre Simon, Hubert Varron, Jacques Wiederker : cordes (pistes 3, 5, 9)
- Catherine Bonnevay, Francine Chabot, Dominique Poulain : chœurs

## Crédits
- Arrangements et direction d’orchestre : Roger Pouly
- Prise de son : Christophe Woog, assisté de Pierre Skripnikoff (pistes 1, 2, 4, 6-8, 10-12), William Flageolet, assisté de Dominique Durand (pistes 3, 5, 9)